# DCL (БРЭМ)
DCL (фр. Dépanneur de char Leclerc) — современная французская тяжёлая бронированная ремонтно-эвакуационная машина. Предназначена для ремонта и эвакуации бронетехники массой более 50 тонн.
Машина разработана концерном GIAT Industries (ныне Nexter) на базе танка «Леклерк» в  1991—1993 годах, опытный образец построен в 1993 году, серийное производство было начато в 1997 году. Производителем обозначалась как DNG (фр. Dépanneur de Nouvelle Génération), название DCL получила в армии Франции.

## Специальное оборудование
- Главная тяговая лебёдка. Тяговое усилие — 35000 кгс, длина троса — 180 м.
- Вспомогательная тяговая лебёдка. Тяговое усилие — 1300 кгс, длина троса — 230 м.
- Поворотный грузовой стреловой кран. Грузоподъемность крановой установки — 30 т, угол поворота — 260°, максимальная высота подъёма — 7,9 м.
- Бульдозерный отвал шириной 3,42 м.
- Комплект приспособлений для ремонта.
- Вспомогательный генератор.